# Cerca de ti (película de 2020)
Cerca de ti (título original en inglés: Nowhere Special) es una película dramática coproducida internacionalmente de 2020 escrita, dirigida y producida por Uberto Pasolini. Está protagonizada por James Norton y Daniel Lamont, ambientada en Irlanda del Norte. La historia sigue a John, un padre soltero de Michael, de 4 años, quien debe hacer arreglos para el cuidado de su hijo cuando se enfrenta a la realidad de una enfermedad terminal.
Tuvo su estreno mundial en el Festival de Cine de Venecia el 10 de septiembre de 2020 y se estrenó en cines en el Reino Unido el 16 de julio de 2021.

## Reparto
- James Norton como John
- Daniel Lamont como Michael
- Eileen O'Higgins como Shona
- Valerie O'Connor como Ella
- Valene Kane como Celia
- Keith McErlean como Phillip
- Siobhan McSweeney como Pam
- Chris Corrigan como Gerry
- Niamh McGrady como Lorena
- Caolan Byrne como Trevor

## Producción
En septiembre de 2019, se anunció que James Norton se había unido al elenco de la película, con Uberto Pasolini dirigiendo un guion escrito por él. Pasolini se inspiró para escribir el guion en una historia que leyó sobre un padre con una enfermedad terminal que necesitaba encontrar una nueva familia para su hijo antes de morir. 

### Rodaje
La fotografía principal comenzó en agosto de 2019.

## Estreno
La película tuvo su estreno mundial en el Festival de Cine de Venecia el 10 de septiembre de 2020. Se estrenó en Reino Unido el 16 de julio de 2021 en Curzon Cinemas .

## Recepción de la crítica
En el agregador de reseñas Rotten Tomatoes, Nowhere Special tiene un índice de aprobación del 100% basado en 30 reseñas.
En 2021, James Norton fue nominado a un premio de cine independiente británico al mejor actor.